# Zaginiony ląd (serial telewizyjny 1991)
Zaginiony ląd, Dolina Jurajska, Zaginiony świat, Zaginiony ląd – Dolina Jurajska (ang. Land of the Lost) – amerykański serial przygodowy. Remake popularnego serialu z 1974 roku o tej samej nazwie.
W Polsce emitowany był w latach 90. Został wydany na VHS pod nazwą Zaginiony ląd – Dolina Jurajska.

## Fabuła
Rodzina Porterów postanawia wyjechać na wakacje. W trakcie podróży trafiają na tajemnicze miejsce, z którego zostają przeniesieni w czasie do alternatywnej prehistorii.

## Obsada
- Timothy Bottoms jako Thomas "Tom" Porter
- Jennifer Drugan jako Anamarie "Annie" Porter
- Robert Gavin jako Kevin Porter
- Ed Gale jako Tasha
- Shannon Day jako Christa
- Bobby Porter jako Stink

## Opis odcinków
- Odcinek 1. Tasha

Annie i Kevin znajdują w lesie jajo dinozaura. Zabierają je do domu. Z jaja wykluwa się mały dinozaur, którego Annie nazywa Tasha.
- Odcinek 2. Something's Watching

Podczas poszukiwania tajemniczej kobiety, którą zarejestrowała kamera Kevina, Tom zostaje ugryziony przez jadowitą jaszczurkę. Tajemnicza kobieta o imieniu Christa, wyrusza z Kevinem po antidotum.
- Odcinek 3. Shung The Terrible

Tasha zostaje porwana przez ludzi jaszczurki zwanych Slistakami (ang. Sleestaks), którzy chcą ją zjeść. Porterowie śpieszą jej na ratunek.
- Odcinek 4. Jungle Girl

Dinozaury zaczynają się dziwnie zachowywać w wyniku zaćmienia Księżyca. Porterowie i Christa chcą wyjaśnić ich zachowanie.

## Wersja VHS
Wersja wydana na kasetach VHS z angielskim dubbingiem i polskim lektorem. Każda z kaset zawiera cztery odcinki.
Zaginiony Ląd – Dolina Jurajska część 1 (Land of The Lost part 1) (1991)
- Dystrybucja: NVC – Neptun Video Center
- Lektor: Jacek Brzostyński

Zaginiony Ląd – Dolina Jurajska część 2
Zaginiony Ląd – Dolina Jurajska część 3